# Mistrzostwa Polski w Łyżwiarstwie Szybkim na Dystansach 2002
16. Mistrzostwa Polski w Łyżwiarstwie Szybkim na Dystansach 2002 odbyły się w dniach 20-22 grudnia 2001 roku na torze Stegny w Warszawie.
Na dystansie 500 metrów rozgrywane są dwa biegi i suma czasów z obu biegów decyduje o kolejności zawodników.

## Kobiety
| Konkurencja: | 1. miejsce                              | Rezultat | 2. miejsce                              | Rezultat | 3. miejsce                                | Rezultat |
| 500 m        | Katarzyna Wójcicka SKŁ Górnik Sanok     | 87,43    | Aleksandra Przeor Olimpia Elbląg        | 89,14    | Monika Cłapa Pilica Tomaszów Mazowiecki   | 90,53    |
| 1000 m       | Monika Cłapa Pilica Tomaszów Mazowiecki | 1:31,79  | Katarzyna Wójcicka SKŁ Górnik Sanok     | 1:31,87  | Aleksandra Przeor Olimpia Elbląg          | 1:32,91  |
| 1500 m       | Katarzyna Wójcicka SKŁ Górnik Sanok     | 2:15,49  | Monika Cłapa Pilica Tomaszów Mazowiecki | 2:16,69  | Anna Stawińska Pilica Tomaszów Mazowiecki | 2:19,40  |
| 3000 m       | Katarzyna Wójcicka SKŁ Górnik Sanok     | 4:47,01  | Monika Cłapa Pilica Tomaszów Mazowiecki | 4:50,16  | Anna Stawińska Pilica Tomaszów Mazowiecki | 4:58,63  |
| 5000 m       | Katarzyna Wójcicka SKŁ Górnik Sanok     | 8:32,29  | Monika Cłapa Pilica Tomaszów Mazowiecki | 8:33,23  | Anna Stawińska Pilica Tomaszów Mazowiecki | 8:47,99  |

## Mężczyźni
| Konkurencja: | 1. miejsce                                    | Rezultat | 2. miejsce                                    | Rezultat | 3. miejsce                 | Rezultat |
| 500 m'       | Paweł Abratkiewicz Pilica Tomaszów Mazowiecki | 77,42    | Rafał Gąsior AZS Zakopane                     | 79,44    | Marcin Gralla Orzeł Elbląg | 80,27    |
| 1000 m       | Tomasz Świst SNPTT Zakopane                   | 1:15,29  | Paweł Abratkiewicz Pilica Tomaszów Mazowiecki | 1:15,45  | Marcin Gralla Orzeł Elbląg | 1:17,03  |
| 1500 m       | Paweł Zygmunt Erbet Nowy Sącz                 | 2:01,77  | Arkadiusz Skoneczny Pilica Tomaszów           | 2:04,37  | Marcin Gralla Orzeł Elbląg | 2:04,50  |
| 5000 m       | Paweł Zygmunt Erbet Nowy Sącz                 | 7:09,31  | Jaromir Radke Pilica Tomaszów Mazowiecki      | 7:13,97  | Witold Mazur Zryw Sanok    | 7:17,21  |
| 10 000 m     | Paweł Zygmunt Erbet Nowy Sączk                | 15:02,22 | Jaromir Radke Pilica Tomaszów Mazowiecki      | 15:19,37 | Witold Mazur Zryw Sanok    | 15:24,85 |